# Saga di Fenice Nera
La Saga di Fenice Nera (The Dark Phoenix Saga) è un esteso arco narrativo incentrato su Jean Grey e l'entità cosmica Fenice, terminato con l'apparente morte della prima. Pubblicata dalla Marvel Comics sulle pagine di Uncanny X-Men fra il gennaio e l'ottobre 1980 e sceneggiata da Chris Claremont con i disegni di John Byrne, l'intera saga viene spesso considerata suddivisa in due parti di cui la prima è conosciuta come Saga di Fenice (pubblicata su Uncanny X-Men  nn. 101-108, 1976-1977), incentrata sull'acquisizione da parte di Jean dei poteri di Fenice e la riparazione del Cristallo M'Kraan e la seconda intitolata Saga di Fenice Nera basata sulla sua corruzione e caduta.

## Trama
Di ritorno sulla Terra, dopo una missione nello spazio, gli X-Men vengono investiti da una letale tempesta di raggi magnetici provenienti dal Sole, che costringe Jean a mettere al sicuro i suoi compagni dentro alla stiva schermata dello shuttle su cui viaggiano, mentre lei invece lo guida e tenta di mantenere l'integrità strutturale della navicella, attraverso la sua telecinesi. L'impresa, forse al di là delle sue capacità, fece cedere i blocchi psichici imposti su di lei dal Professor Xavier, liberando totalmente il suo potenziale telepatico e telecinetico, fino a trasformarla in un essere di puro pensiero.
Riuscita a far ammarare lo shuttle nella Jamaica Bay di NYC, Jean emerse dalle acque avvolta da un nuovo costume verde-oro ed abbandonò il nome-in-codice "Marvel Girl" per adottare quello di "Fenice". Il suo vasto potere attirò l'attenzione dell'illusionista Mastermind; egli, per impressionare la Cerchia interna del Club infernale di cui voleva entrare a far parte, con l'utilizzo di un dispositivo ideato dalla Regina Bianca Emma Frost (capace di proiettare illusioni direttamente nella mente della donna), le fece rivivere i ricordi di Lady Grey, aristocratica Regina Nera del Club e sua amante. Fenice venne quindi mentalmente condizionata ad unirsi al Club, assumendo il titolo di Regina Nera. La cosa le fece sperimentare un gran numero di emozioni estreme, che distrussero le barriere che si era precedentemente imposta per controllare i nuovi livelli di potere.
Quando gli X-Men arrivarono in suo soccorso, Mastermind sfidò Ciclope ad un duello psichico, che terminò con l'apparente morte del secondo, ma spezzando il controllo dell'illusionista sulla mente di Fenice, che spedì la coscienza di Mastermind ai limiti dell'universo, ma lei rimase corrotta dalle emozioni provate e perciò si trasformò in Fenice Nera. Liberatasi dei membri del Club e sconfitti gli X-Men, Fenice Nera lasciò la Terra teletrasportandosi nella Galassia Shi'ar, dove in preda alla follia consumò l'energia della stella D'Bari mandandola in nova ed uccidendo di conseguenza miliardi di esseri alieni; venne poi attaccata da un'astronave Shi'ar, che fece in tempo ad allertare della minaccia l'imperatrice Lilandra, prima di essere a sua volta distrutta. Riunito un consiglio intergalattico, gli Shi'ar condannarono a morte Fenice Nera, ritenendola più pericolosa di Galactus, rimanendo terrorizzati dall'estensione dei suoi poteri, in grado di distruggere intere galassie, se non l'universo intero.
Sulla Terra, intanto, Bestia mise a punto un macchinario in grado di neutralizzare i poteri di Fenice Nera abbastanza a lungo, così da permettere agli X-Men di sconfiggerla; seguendo questo piano la squadra approfittò del ritorno della donna a casa Grey per prenderla di sorpresa e costringerla ad un duello telepatico con il suo mentore Charles Xavier, che riuscì a riposizionare i blocchi psichici. Ciò ridusse l'influenza di Fenice Nera, permettendo così alla personalità di Jean di riprendere il controllo. Approfittando del momento di confusione gli Shi'ar rapirono il gruppo, trasportandolo alla sede del consiglio intergalattico, e li informarono del genocidio perpetrato da Fenice Nera e della sentenza di morte emessa contro di lei; approfittando della sua relazione con l'imperatrice Lilandra, Xavier la sfidò all'Arin'nn Haelar, un duello d'onore che non poteva essere negato.
Perciò il giorno successivo gli X-Men e la Guardia Imperiale Shi'ar furono teletrasportati sull'Area Blu della Luna (una immaginaria zona della Luna dove c'è un'atmosfera di tipo terrestre) per lo scontro: i mutanti vennero tutti sconfitti, ad eccezione di Ciclope e di Fenice; quando però un raggio energetico colpì il primo, il panico sopraffece Jean, facendo saltare i nuovi blocchi imposti da Xavier e ritornare Fenice Nera. Per impedire un'altra catastrofe, Lilandra si preparò ad attivare il "piano omega" che consisteva nel distruggere l'intero sistema solare, nella speranza di eliminare la minaccia, tuttavia Xavier la precedette ordinando agli X-Men di contenere Fenice Nera, che durante lo scontro con i suoi compagni di squadra, ritornò in sé e decise di suicidarsi utilizzando un cannone Kree dopo aver dato il suo addio a Ciclope, che più tardi capì che Jean aveva progettato di sacrificarsi, sin dal momento in cui avevano messo piede sulla Luna.
Da lontano Uatu l'Osservatore commenta che Jean Grey sarebbe potuta vivere per diventare un dio, ma che per lei era più importante morire da umana.

## Controversie
Il finale della saga fu oggetto di controversie all'interno dello staff editoriale. Claremont e Byrne, appoggiati dal loro editor Louise Simonson, avevano progettato che Jean venisse depotenziata, per impedire la riemersione di Fenice Nera, così la si sarebbe sempre potuta riportare in scena. Tuttavia l'allora Editor-In-Chief Jim Shooter, bocciò la loro idea, poche settimane prima della pubblicazione di Uncanny X-Men n. 137, sostenendo che una punizione così blanda, non era minimamente proporzionata al crimine commesso, ovvero il genocidio di un intero pianeta. Shooter ordinò quindi un nuovo finale, proponendo che Jean venisse bandita su un asteroide radioattivo dove sarebbe per sempre arsa fra le radiazioni cosmiche, ma rimase disponibile ad altri suggerimenti dal team creativo. Fu quindi deciso infine di farle commettere un suicidio.

## Jean e Fenice: entità separate
Poco prima della pubblicazione del nuovo finale, l'allora studente di college e futuro scrittore Kurt Busiek assieme a Carol Kalish (poi direttrice del Dipartimento vendite della Marvel) e Richard Howell ebbe sentore del diktat di Jim Shooter secondo cui Jean Grey non sarebbe stata fatta risorgere a meno che non si fosse trovato un modo per renderla innocente del crimine commesso come Fenice Nera. I tre decisero quindi di mettersi all'opera, creando ognuno il proprio scenario: in quello di Busiek il corpo di Jean Grey in animazione sospesa all'interno di un bozzolo era ancora sul fondo della Jamaica Bay e l'entità cosmica Fenice l'aveva utilizzato come stampo per creare un duplicato della donna, ma dotato di immensi poteri, che più si corrompeva a causa delle emozioni umane più a lungo rimaneva separato dalla vera Jean.
Nel 1983 Claremont introdusse il personaggio di Madelyne Pryor pilota d'aerei sopravvissuta senza un graffio ad un disastro aereo, lo stesso giorno in cui Jean Grey, di cui aveva lo stesso aspetto fisico, moriva sulla Luna. Madelyne incontrò Ciclope quando questi si recò in Alaska per visitare i suoi nonni, i due s'innamorarono e dopo varie vicissitudini si sposarono ed ebbero pure un bambino, Nathan Christopher Summers. Sempre nello stesso anno Kurt Busiek, ormai scrittore freelance, visitò una convention ad Ithaca, New York, ospitato in casa dello scrittore Marvel Roger Stern e durante una conversazione Busiek espose la sua idea per riportare in vita Jean Grey, soddisfacendo il diktat di Shooter; più tardi Stern comunicò l'idea a John Byrne allora sceneggiatore/disegnatore di Fantastic Four.
Nel 1985 Shooter diede l'ok per pubblicare X-Factor, nuova testata mutante che avrebbe dovuto riunire gli X-Men originali, sceneggiata da Bob Layton; venutone a conoscenza, Byrne contattò Layton e gli suggerì l'idea di Busiek. Avuto il benestare dalla casa editrice, fu pianificato un crossover in tre parti per il lancio di X-Factor coinvolgendo la testata diretta da Layton, Avengers di Stern e Fantastic Four di Byrne. A Busiek, che lavorava già alla Marvel come assistant editor su Marvel Age Magazine, fu riconosciuta la paternità dell'idea e pagati i diritti.

## Storyline successive
Nel corso degli anni diversi autori hanno ampliato e modificato il mito di Fenice nel tentativo di spiegarne sempre più approfonditamente la natura.

### Inferno
Durante il crossover Inferno venne rivelato che Madelyne Pryor era effettivamente un clone di Jean creato da Sinistro nella speranza che unendo i genomi Grey e Summers potesse nascere il mutante destinato a distruggere Apocalisse. Oltre a ciò si apprese che dopo la morte di Fenice Nera la forza Fenice visitò Jean ancora nel bozzolo sul fondo della Jamaica Bay offrendosi di darle i ricordi che aveva acquisito nel periodo in cui la impersonava come atto di scusa, tuttavia questa si rifiutò una volta appreso il genocidio che era stato commesso a suo nome. La forza Fenice girò il mondo per trovare qualcuno con cui scusarsi per i problemi che aveva causato e nel mentre entrò in contatto con il corpo di Madelyne col quale si fuse dandole la vita e rimanendovi nascosta all'interno fino a quando il demone S'ym attivò la telecinesi e telepatia latenti nella donna decisa a vendicarsi del marito che aveva abbandonato lei e il figlio per ritornare assieme a Jean una volta scoperto che era ancora viva. Rinominatasi Regina dei Goblin si scontrò con Jean e quando apprese di esserne il clone portata in vita dal rifiuto di Jean della forza Fenice decise di collegare telepaticamente le loro menti e uccidersi; ormai prossima alla morte la forza Fenice si manifestò a Jean affermando che l'unico modo per sopravvivere era quello di accettare il suo potere ed i ricordi connessi. Una volta accettato, Jean ottenne anche i ricordi di Madelyne e tutti insieme cominciarono a manifestarsi in personalità distinte all'interno della sua testa nel periodo in cui i membri di X-Factor vennero rapiti dai Celestiali dai quali si riuscì a fuggire quando consumò il rimanente potere della forza Fenice eliminando così anche le personalità estranee.

### Excalibur e Rachel
Nel 1988 la Marvel cominciò la pubblicazione di Excalibur che contava tra i suoi protagonisti Rachel Summers, personaggio introdotto da Claremont in Uncanny X-Men n. 199 figlia di Ciclope e Jean Grey dalla quale aveva ereditato telepatia e telecinesi, acquisendo poi la capacità d'incanalare l'energia della forza Fenice per aumentare i suoi poteri dopo essere stata esposta ad un cristallo di memoria creato dalla madre. La resurrezione di Jean impose uno stop ai piani dello sceneggiatore che estromise Rachel dal cast della testata per poi riutilizzarla in Excalibur dove si scoprì che era stata apposta una taglia sulla sua testa da Saturnyne che temeva che la ragazza potesse diventare malvagia come lo era stata la madre.
Nel 1992 Alan Davis prese il posto di Claremont come sceneggiatore e rivelò la natura della forza Fenice come portatrice di vita a livello universale. In un piano escogitato dal malvagio Necrom, il mago Feron evocò la Fenice per costruire una torre sulla "prima Terra" collegando tutte le altre versioni alternative e servendo sia come punto di allineamento per queste che come matrice energetica. La torre divenne poi il quartier generale di Excalibur, e il piano di Necrom venne rivelato: utilizzare la matrice per far collassare le varie Terre in una imbrigliandone l'energia per ascendere alla divinità. Scoperto da Feron e Merlino, Necrom strappò una porzione del potere della Fenice mescolandolo con un po' della sua forza vitale e lo nascose in un cadavere per creare l'Anti-Fenice prima di fuggire da Terra-616. Merlino decise quindi di provare ad impadronirsi della matrice e come finse la sua morte per attirare Necrom allo scoperto e farlo scontrare con Excalibur: Necrom tornò, si fuse con l'Anti-Fenice e obbligò Rachel a scegliere se cedergli il controllo dell'entità cosmica o veder morire i suoi amici. Ben conscia che provare a contenere un tale potere l'avrebbe ucciso gli permise di assorbirlo tutto, cadendo però in uno stato di coma. Capitan Bretagna contattò Xavier e Jean Grey che insieme ad Excalibur riuscirono a contattare la Fenice acconsentendo a lasciarle prendere Rachel e portarla nello spazio allo scopo di ripararne la mente. Mentre si trovava nel corpo della ragazza, la Fenice fu avvertita da Galactus di cessare le sue interazioni con gli umani e le loro emozioni per il bene di tutto il creato. Dopo che ebbe ripreso conoscenza, la Fenice parlò per la prima volta con Rachel spiegandole che il suo stato naturale consisteva nella semplice esistenza senza sentimenti e prima di andarsene fra le stelle legò la propria essenza con quella della ragazza dichiarandola la "vera Fenice" e mettendola in guardia dalla tentazione del potere illimitato. Rimasta con una frazione del suo potere, Rachel ritornò a casa.

### Il tentativo di Seagle
Nel 1998 lo sceneggiatore di Uncanny X-Men Steve Seagle pianificò un sequel della Saga di Fenice Nera in cui Jean ricominciava a manifestarne i poteri per poi ottenerli in toto dopo che Ciclope fosse stato ferito mortalmente durante una missione; ciò avrebbe comportato l'invasione della Terra da parte di una razza aliena che la teneva da tempo sotto controllo per evitare che Jean ridiventasse Fenice Nera. Tuttavia la storia fu eliminata all'ultimo momento dagli editori Bon Harras e Mark Powers che insistettero con Seagle e Joe Kelly, scrittore di X-Men (seconda serie), per rimunovere Jean dalle loro testate e sostituirla con una storia su Magneto che i due editor avevano già scritto. Quando Seagle propose di tenere almeno Jean come personaggio, gli fu risposto di cambiarla con Gambit. I due scrittori abbandonarono le rispettive testate e vennero sostituiti da Alan Davis che fece proseguire la trama già cominciata di Seagle visto che Jean era già apparsa con il costume verde-oro di Fenice manifestando l'alone infuocato quando utilizzava i suoi poteri. Davis fece in modo che Xavier accusasse Jean di essere diventata Fenice Nera per portare allo scoperto qualsiasi possibile alieno Skrull che avesse infiltrato il team; il sospetto portò gli X-Men a scontrarsi fra loro e Fenice Nera a minacciare di uccidere Gambit prima di capire che non era lui lo Skrull. Alla fine venne rivelato che lo scontro era stato creato da Xavier e Jean nelle menti dei loro compagni.

### Morrison e New X-Men
Nel 2001 Joe Quesada, nuovo Editor-In-Chief, propose allo sceneggiatore Grant Morrison di occuparsi della testata X-Men (seconda serie), poi rinominata New X-Men, e questi cominciò a preparare il campo per il ritorno di Fenice. La relazione fra Jean e Ciclope si trovava ad un punto delicato a causa del periodo di tempo che questo aveva trascorso fuso con Apocalisse, i suoi desideri sessuali insoddisfatti riguardanti i costumi da Regina Nera e Fenice Nera, i problemi di Jean messa a capo dello Xavier Institute dopo la proclamazione di Xavier di essere un mutante in diretta TV e la sua partenza per l'impero Shi'ar. Quando la scuola fu attaccata dagli U-Mani, seguaci delle dottrine di John Sublime, Jean manifestò l'effetto Fenice minacciando di ucciderli tutti se fossero ritornati; sebbene sembrasse avere il controllo dell'entità, gli X-Men temevano che ciò che era accaduto in passato si potesse ripetere presto. Durante i mesi successivi Jean e Xavier andarono in giro per il mondo ad inaugurare le varie sedi della X-Corporation ed in una di queste Fenice, parlando attraverso la donna, annunciò a Xavier di essere ritornata per evitare che un terribile evento accadesse; all'istituto intanto Ciclope cominciò una relazione telepatica con Emma Frost di cui Jean venne poi a conoscenza scagliando contro la donna la sua furia e obbligandola a mostrarle i suoi ricordi più intimi, umiliandola e costringendo Ciclope a lasciare momentaneamente gli X-Men per chiarirsi le idee su quale delle due volesse veramente. Il terribile evento annunciato dalla Fenice si rivelò essere il ritorno di Magneto dietro le sembianze del guaritore asiatico Xorn (poi retconnettato in Xorn che proclamava di essere Magneto che fingeva di essere Xorn) sotto influenza della droga Kick, forma aerea di Sublime, che esiliò Jean e Wolverine sui resti spaziali di un Asteroide M in rotta verso il Sole. Ormai moribondi, Wolverine uccise Jean per evitarle ulteriori sofferenze ed aprì il portellone esponendosi direttamente ai raggi solari senza sapere che ponendo fine alla vita dell'amica avrebbe attivato in pieno la forza Fenice resusciandola. Gli X-Men sconfissero Magneto/Xorn non prima però che questi rilasciasse un impulso elettromagnetico così potente da uccidere Jean, traumatizzando Ciclope a tal punto da fargli abbandonare la squadra.
Riemersa dall'uovo di Fenice 150 anni nel futuro e condizionata affinché servisse Bestia, nuovo ospite di Sublime, Jean fu risvegliata da Wolverine e Cassandra Nova e dopo aver sconfitto Sublime ritornò al Cristallo M'Krann dove assunto il titolo di "Fenice Bianca della Corona" cancellò quel futuro. Prendendo per buone le parole di Wolverine, secondo cui l'abbandono di Ciclope aveva segnato l'inizio della fine, lo convinse a ritornare negli X-Men e cominciare una relazione con Emma Frost.

### L'ultimo canto di Fenice
L'ultimo canto di Fenice è una miniserie incentrata nuovamente su questa potente entità cosmica.